# 無綫電視劇集列表 (1960年代)
本列表是翡翠台電視劇集列表的子列表，列举1960年代的無綫電視翡翠台劇集。

## 1967年
| 首播日期                                  | 集數 | 劇名                      | 演員                                           | 官方網頁／附註 |
| 11月19日（1967年11月19日至1969年7月27日） | 34   | 太平山下 Stories Among Us | 上官筠慧、梅欣、容玉意、滕康寧、沈殿霞、黃汝燊 | 編導：鍾景輝   |

## 1968年
| 首播日期 | 集數 | 劇名                | 演員                                               | 官方網頁／附註 |
| 12月5日  | 197  | 夢斷情天 Love Story | 馮淬帆、黃淑儀、姜中平、梁舜燕、梁天、陳皮梅、石修 | 編導：鍾景輝   |

## 1969年
| 首播日期 | 集數 | 劇名               | 演員                                  | 官方網頁／附註 |
| 8月2日   | 62   | 法網難逃（單元劇） | 馮淬帆、黃莎莉、黃柯柯、黃淑儀、梁 天 | 編導：梁偉民   |
| 8月10日  | 42   | 本姑娘             | 沈殿霞、梁寶瓊                        |                |
| 10月20日 | 1    | 錄音機情殺案       | 馮淬帆、黃淑儀、李香琴、劉達志        | 編導：鍾景輝   |